# Temelucha szepligetii
Temelucha szepligetii là một loài tò vò trong họ Ichneumonidae.